# Harry Topping
Harry Topping (Kearsley, 21 september 1913 – Torbay, 21 maart 2001) was een Engels voetballer en voetbalcoach.
Hij speelde als verdediger voor Manchester City (1935), Exeter City (1936-1937), New Brighton AFC (1937-1938), Stockport County FC en Bristol Rovers (1945-1946).
In 1948 kwam hij naar Nederland op voorspraak van Ajax-trainer Jack Reynolds om het pas naar de tweede klasse gedegradeerde Rotterdamse RFC te trainen. In 1950 volgde Topping Adriaan Koonings op als coach van Feyenoord. Reeds na een jaar verliet hij de Rotterdammers om voor een seizoen als trainer van PSV actief te zijn. Topping was vervolgens lid van de trainersstaf van Aldershot, Norwich City, in 1959 halvefinalist van de FA Cup, en ten slotte Torquay United.